# Szczęsny Kościesza Wroński
Szczęsny Kościesza Wroński (ur. 1951 w Żywcu) – polski poeta, prozaik, aktor, reżyser i animator kultury.
Szef Teatru Promocji Poezji. Kierownik literacki i organizacyjny oraz wiceprezes Stowarzyszenia Dialog. Członek Stowarzyszenia Teatr Atelier – Kraków. Członek Zrzeszenia Artystycznego „ZA”. Był członkiem Związku Literatów Polskich w latach (1999–2009), w tym prezesem Krakowskiego Oddziału Związku Literatów Polskich (2005–2009). Z funkcji prezesa i z uczestnictwa w Związku zrezygnował w geście protestu przeciw uwikłaniom większości członków Prezydium Zarządu Głównego Związku Literatów Polskich we współpracę z tajnymi służbami PRL.
Redaktor almanachów i książek.
Publikował w prasie literackiej: m.in. w Życiu Literackim, Studencie, Przemianach, Ikarze, Trwaniu, Suplemencie, miesięczniku Kraków, Nieznanym Świecie oraz w antologiach i almanachach.
w 21 marca 2023 roku, w światowy dzień poezji, poeta doznał bardzo ciężkiego udaru krwotocznego. Następstwem choroby jest afazja. Pisarz utracił zdolność czytania oraz pisania. Trwa intensywna rehabilitacja logopedyczna. Dzięki wsparciu żony Barbary, rodziny oraz literatom aktywnie uczestniczy w życiu kulturalnym i artystycznym.

## Twórczość
Książki wydane przez Szczęsnego Kościeszę Wrońskiego:
- Nadzieja matka głupich (wiersze), ZLP 1980 r.
- Praktyki (powieść) Wyd. Łódzkie 1984 r.
- Przenikanie (wiersze), Prowincjonalna Oficyna Wydawnicza 1998 r.
- Potwór nie opisany (proza), STON 2, 1999 r.
- Wolna miłość (powieść) STON 2, 2000 (I nagroda w ogólnopolskim konkursie im. M. Reja z Nagłowic 1998 r.)
- Smak ciemności, smak światła (wiersze), Wyd. Miniatura 2006 r.
- Poręcze (wiersze, proza), Wyd. Miniatura 2006 r.
- Nie pozwól milczeć sercu (wybór wierszy), Wyd. Naukowe DWN 2008 r.
- Konsultanci (powieść), Wydawnictwo „Księgarnia Akademicka” 2014 Kraków
- Czas rozpocząć (wiersze), Wydawnictwo i Drukarnia Tercja 2015 Kraków
- Piszę poemat (wywiad-rzeka, poezja, proza) Wydawnictwo i Drukarnia Tercja 2017 Kraków
- Czas się weselić (wiersze)Stowarzyszenie Pisarzy Polskich, Warszawa 2021
- Zaczyn (wiersze), Stowarzyszenie Pisarzy Polskich, Kraków 2022
- Wybór wierszy być może nie ostatni, Stowarzyszenie Pisarzy Polskich, Kraków 2024